# Stukning

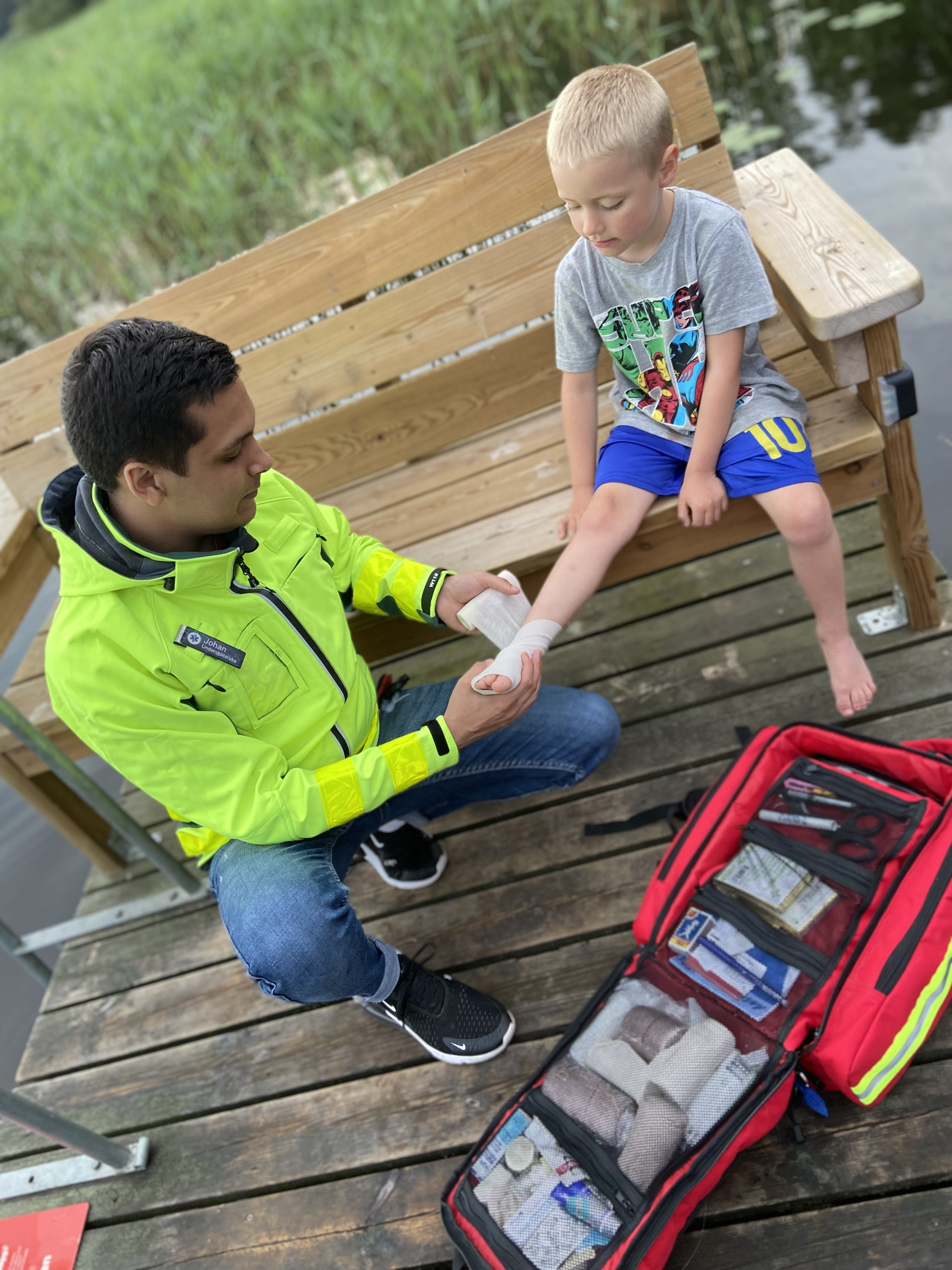
Sjukvårdare lindar en stukad fot hårt med en elastisk binda under 15 minuter för att minska svullnad/ blödning enligt första hjälpen-rekommendationer

Stukning, distorsion eller vrickning, är en ledskada som innebär att leden (men inte ledhuvudet) efter yttre påverkan (ett medicinskt trauma) hamnat utanför sitt normala rörelseomfång. En vanlig typ av distorsion är stukning av fotleden.
Vid distorsion kan blodkärl i området gå sönder, vilket leder till blödning, svullnad och ökat tryck i vävnaderna omkring det skadade området. Det ökade trycket leder då till smärta och försämrad läkning. Ledbandsskada på fotens utsida är den vanligaste idrottsskadan och står för 25 % av alla idrottsskador.